# Сокатовское сельское поселение
Сокатовское сельское поселение — упразднённое в 2009 году муниципальное образование в Тейковском районе Ивановской области России, с 2009 года территория входит в состав Морозовского сельского поселения
Центром муниципального образования «сельское поселение Сокатовское» была деревня Сокатово.
Населенные пункты
В состав поселения включено населенных пунктов — 12:
Сокатово (деревня),
Елховка (село),
Ильинское (деревня),
Никитино (деревня),
Никитцыно (деревня),
Пеньково (деревня),
Пержево (деревня),
Поддыбье (деревня),
Санники (деревня),
Харитоново (деревня),
Хмельники (деревня),
Шумилово (село).